# Beaumont (Haute-Loire)
Die französische Gemeinde Beaumont (okzitanisch gleichlautend) mit 263 Einwohnern (Stand: 1. Januar 2022) liegt im Département Haute-Loire in der Region Auvergne-Rhône-Alpes. Die Gemeinde gehört zum Arrondissement Brioude und zum Kanton Brioude. 

## Geographie
Beaumont liegt etwa 52 Kilometer nordwestlich von Le Puy-en-Velay. Das Gemeindegebiet wird vom Flüsschen Vendage sowie seinen Zuflüssen Prade und Longiroux durchquert.

### Nachbargemeinden
Umgeben wird Beaumont von den Nachbargemeinden Bournoncle-Saint-Pierre im Norden, Cohade im Osten und Nordosten, Brioude im Südosten, Paulhac im Süden, Saint-Beauzire im Westen und Südwesten sowie Saint-Géron im Westen und Nordwesten.

## Bevölkerungsentwicklung
| Jahr                       | 1962 | 1968 | 1975 | 1982 | 1990 | 1999 | 2006 | 2017 |
| Einwohner                  | 248  | 188  | 172  | 254  | 231  | 237  | 269  | 286  |
| Quellen: Cassini und INSEE |      |      |      |      |      |      |      |      |

## Verkehr
Im Gemeindegebiet liegt der Flugplatz Brioude-Beaumont.

## Sehenswürdigkeiten

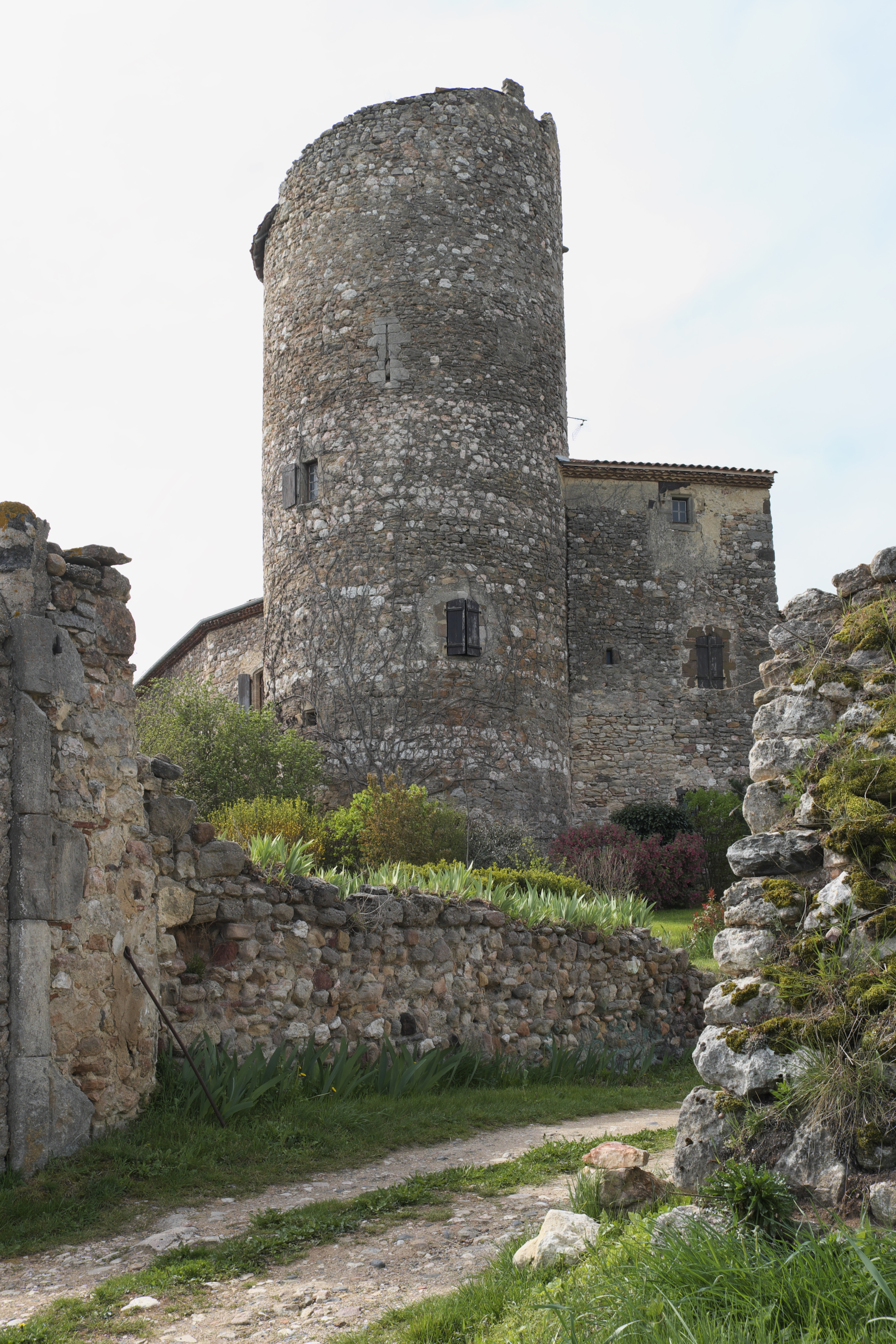
Ruinen des Schlosses Lauriat

- Kirche Saint-Hilaire
- Schloss Lauriat